# Oxira dimorpha
Oxira dimorpha är en fjärilsart som beskrevs av Alfred Ernest Wileman och Reginald James West 1928.
Oxira dimorpha ingår i släktet Oxira och familjen nattflyn. Inga underarter finns listade i Catalogue of Life.